# Chua Lam
Chua Lam (蔡瀾), né le 18 août 1941 à Singapour (Établissements des détroits, Malaisie britannique) et mort le 25 juin 2025 à Hong Kong (Chine), également connu sous le nom de Tsai Lan (en mandarin) et de Choi Lan (en cantonais), est un chroniqueur, critique gastronomique et animateur de télévision singapourien travaillant à Hong Kong. Il est également  producteur de cinéma pour la Golden Harvest.

## Biographie
Le père de Chua Lam, Chua Boon-suan (蔡文玄, mort en 1997), originaire du village de Jio Mung Chua (蔡門石) près de Chaozhou avant d'immigrer à Singapour, travaillait à un poste élevée à la Shaw Brothers.
Chua Lam a produit plusieurs films pour la Golden Harvest, dont quelques uns avec Jackie Chan. Ses films les plus notables sont Mister Cool (1997, crédité comme producteur délégué), Jackie Chan sous pression (1995, crédité comme producteur), Sex and Zen (1991) et  Niki Larson (1993, crédité comme producteur).
D'abord chroniqueur pour journal Oriental Daily News (en), Chua Lam est ensuite passé dans les publications du groupe Next Digital (en), à savoir Next Magazine (en) (sur les films et les restaurants), Apple Daily et Eat and Travel Weekly.
À partir de 2005, Chua Lam organise des visites en Asie et dans le monde pour goûter les meilleurs plats des spécialités locales. Il écrit souvent, dans ses colonnes de journaux, sur ces voyages de dégustation, parfois dans quatre ou cinq restaurants par jour, qui ont pour but de sélectionner les meilleurs restaurants.
Il est également l'auteur d'un certain nombre de livres en japonais sur Hong Kong et ses restaurants et est très connu au Japon, principalement pour avoir été juge dans l'émission Iron Chef sur Fuji TV.

## Filmographie comme producteur
- 1985 : First Mission
- 1986 : The Seventh Curse
- 1987 : Mister Dynamite
- 1987 : Born to Gamble
- 1987 : Killer's Nocturne
- 1987 : Erotic Ghost Story
- 1988 : Profiles of Pleasure
- 1988 : Peacock King
- 1989 : Four Loves
- 1989 : Vampire vs Vampire
- 1990 : A Sau-loh
- 1991 : Robotrix
- 1991 : Erotic Ghost Story 2
- 1991 : Au revoir, mon amour
- 1991 : Riki-Oh: The Story of Ricky
- 1992 : Erotic Ghost Story 3
- 1992 : The Cat
- 1993 : Niki Larson
- 1993 : Crime Story
- 1994 : Girls Unbutton
- 1994 : Chinese Torture Chamber
- 1994 : Spirit of Love
- 1995 : Trilogy of Love
- 1995 : Jackie Chan sous pression
- 1995 : The Christ of Nanjing
- 1996 : The Imp
- 1997 : Mister Cool
- 1998 : Extreme Crisis

## Émissions de télévision
- 2007: Market Trotter
- 2007: Ten Years After
- 2008: Chu As Choice
- 2009: Be My Guest